# Дом цепей
Дом цепей (англ. House of Chains) — четвёртый роман Стивена Эриксона из серии «Малазанская книга павших».
В прологе романа мы знакомимся с народом Тисте Эдар, из которого навеки изгнан юноша Тралл Сенгар.
Первая часть книги посвящена приключениям варвара Карсы Орлонга; он принадлежит к племени великанов, обитающих в отдалённой области континента Генабакис, где уже происходило действие первой и третьей книги цикла. Стремясь к подвигам, Карса Орлонг покидает родную деревню вместе с двумя товарищами. Его друзья гибнут, а сам он попадает в плен к малазанским завоевателям. По пути на рудники ему удаётся бежать вместе с другим рабом (родственником наёмного убийцы Раллика Нома из «Садов луны»). Карса Орлонг попадает в Семиградие и присоединяется к мятежной армии Апокалипсиса: мы узнаём, что уже встречались с ним во второй книге в качестве телохранителя пророчицы Ша’ик.
Далее книга продолжает основные сюжетные линии романа «Врата дома смерти». Адъюнкт Тавора ведёт свои войска навстречу армии Апокалипсиса в сердце пустыни Рараку. Она не знает, что пророчица Ша’ик — не кто иной, как её сестра Фелисина, которую считают пропавшей без вести во время восстания на рудниках. Фелисина мечтает отомстить сестре, разгромив её армию, но сторонники Апокалипсиса враждуют друг с другом: извращенец Бидиталь мечтает создать свой собственный культ, озлобленный Фебрил мечтает уничтожить пророчицу, Л’орик хочет помочь Фелисине, но ему приходится скрывать тайны своего прошлого; Геборик приобретает новые способности и должен покинуть пустыню Рараку и Семиградие.
В то же время продолжаются приключения изгнанника Тралла Сенгара. Он встречает другого изгнанника — Онрака из племени вечно живых воинов Т’лан Имасс. Вместе они путешествуют по странному параллельному миру. Оказывается, что в мире есть не только могучие Гончие Тени, но и ещё более страшные Дерагот, Гончие Тьмы, и существуют не только чернолицые Тисте Андии и серые Тисте Эдар, но и белые Тисте Лиозан…